# بوسه (فیلم ۲۰۰۷)
«بوسه» (ژاپنی: 接吻) فیلمی در ژانر درام است که در سال ۲۰۰۷ منتشر شد. از بازیگران آن می‌توان به ایکو کویک اشاره کرد.